# Аргат (буддизм)
Арга́т (санскр. अर्हत्, [ərɦˈət̪] «гідний») — у буддизмі — людина, яка досягла повного звільнення від клеші (невідання, жага (пристрасть), ненависть) і яка вийшла з «колеса перероджень», але водночас не має всевідання Будди.
Набуття аргатства є головною метою тхеравади. На шляху до аргатства людина спочатку повинна стати сротапанною - «увійти в потік», після чого вона вже ніколи не деградує до стану «звичайної людини». Наступний рівень — сакрідагамін («той, хто повертається лише один раз»); той, хто став сакрідагаміном народиться ще тільки один раз. Потім — анагамін (той, хто не повертається); він не повернеться в світ бажань — Камалоку, але ще може народитися у вищих божественних світах — рупалоці і арупалоці. Стаючи з анагаміна аргатом, людина досягає нірвани лише для самої себе і не прагне ні до чого іншого. Згідно з махаяною, будди спонукають аргатів вийти з егоїстичної «нірвани для себе» і вступити на шлях боддгісаттви. З точки зору буддійської філософської школи Мадг'яміка — Прасангіка, аргати хінаяни не повністю позбулися затьмарень, тому що хінаянська практика (у тому числі в школі тхеравада), дотримується філософських поглядів шкіл Саутрантіка або Вайбгашика, що відносяться до Першого повороту Колеса Вчення.